# 함평경찰서
함평경찰서(咸平警察署, Hampyeong Police Station)는 전라남도경찰청이 관할하는 경찰서 중 하나이다. 전라남도 함평군 중앙길 220(함평읍 함평리 120번지)에 위치하고 있다.
서장은 총경으로 보한다.

## 기본 정보
- 주소: 전라남도 함평군 중앙길 220(함평읍함평리 120번지)
- 우편번호: 525-804

## 관할 파출소 및 지구대
함평경찰서는 7개의 파출소를 산하에 두고 있다.
| 명칭       | 사진 | 주소                  | 관할구역       | 치안센터     |
| ---------- | ---- | --------------------- | -------------- | ------------ |
| 읍내파출소 |      | 함평읍 함장로 1202-16 | 함평읍         | 주포치안센터 |
| 남부파출소 |      | 학교면 닻배기길 2     | 학교면, 엄다면 | 엄다치안센터 |
| 서부파출소 |      | 손불면 손무로 734     | 손불면, 신광면 | 신광치안센터 |
| 대동파출소 |      | 대동면 대동길 5-8     | 대동면         |              |
| 나산파출소 |      | 나산면 나산길 84      | 나산면         |              |
| 해보파출소 |      | 해보면 밀재로 1255    | 해보면         |              |
| 월야파출소 |      | 월야면 밀재로 1551    | 월야면         |              |

## 같이 보기
- 전라남도지방경찰청